# Dasybasis constans
Dasybasis constans är en tvåvingeart som först beskrevs av Walker 1848.  Dasybasis constans ingår i släktet Dasybasis och familjen bromsar. Inga underarter finns listade i Catalogue of Life.